# Coëtlogon
Coëtlogon é uma comuna francesa na região administrativa da Bretanha, no departamento Côtes-d'Armor. Estende-se por uma área de 16,31 km². Em 2010 a comuna tinha 218 habitantes (densidade: 13,4 hab./km²).